# Štajerski bataljon
Štajerski  bataljon, je bila prva četniška enota med drugo svetovno vojno v Sloveniji.
Pooblaščenec Draže Mihajlovića v Sloveniji Karl Novak si je od konca leta 1941 prizadeval ustanoviti svojo oboroženo enoto, vendar za to med slovenskimi protirevolucionarnim vodstvom ni imel podpore. Šele po ustanovitvi Slovenske zaveze, ko sta vsaj posredno tudi Slovenska ljudska stranka in Slovenska legija priznali Mihajlovićevo poveljstvo, je K. Novak odredil mobilizacijo, vendar se je konec maja 1942 nad Dobrunjami pri Ljubljani zbralo le 17 borcev. Četniška enota je bila usmerjena protiokupatorsko, a tudi protikomunistično in istočasno tudi protipartizansko. Vodstvo Slovenske legije je Novaku obljubilo, da bo na Dolenjskem s svojimi privrženci in opremo poskrbelo za bistveno okrepitev 1. odreda Jugoslovanske vojske v domovini. Enota pod poveljstvom Milana Kranjca - Kajtimira je pri Čušperku doživela prvi partizanski napad.
Tudi četniška terenska organizacija  v Suhi krajini je odpovedala. V bataljon, ki se je utaboril v Šentjoštu in se lažno predstavljal kot Štajerski partizanski bataljon so prišlo le 4 novi borci. Enota je dobila nekaj več ljudi na območju Šmihela pri Žužemberku, Šentruperta in Mirne Peči, vendar je narasla le na okoli 100 borcev.
Štajerski bataljon je sprva  napadel nekaj italijanskih postojank ter s partizani sodeloval pri napadu na postojanko pri Ratežu. Četniško vodstvo je vzdrževalo lažni partizanski videz, zato so imeli partizani številne žrtve. Zaradi hudega partizanskega pritiska na prebivalstvo večjega dotoka novih borcev ni bilo. Slovenska legija se je začela s pristankom majorja Novaka pogajati z italijanskim okupatorjem v Novem mestu za legalizacijo enote ter italijansko pomoč. Sporazum je bil julija 1942 dosežen, med tem pa se je tudi odnos med četniki in partizani skristaliziral. Enota se je kot Štajerski bataljon predstavljala 6 tednov, do spopada s partizani 11. julija 1942 pri Dolžu; porazu čete Dolenjskega odreda pri Češči vasi je sredi avgusta sledil neuspel partizanski napad pri cerkvi sv. Ane v Ledeči vasi. Po tem spopadu se je Štajerski bataljon utrdil v Šentjoštu kot stalna postojanka s podporo italijanskega okupatorja, se vključil v Legijo smrti ter s tem dokončno izgubil svoj četniški značaj.